# Prijevor, Budva
Prijevor este un sat din comuna Budva, Muntenegru. Conform datelor de la recensământul din 2003, localitatea are 449 de locuitori (la recensământul din 1991 erau 312 locuitori).

## Demografie
În satul Prijevor locuiesc 328 de persoane adulte, iar vârsta medie a populației este de 35,5 de ani (34,6 la bărbați și 36,4 la femei). În localitate sunt 139 de gospodării, iar numărul mediu de membri în gospodărie este de 3,20.
Populația localității este foarte eterogenă.
|  |

| Demografie | Demografie | Demografie |
| An         | Locuitori  | Locuitori  |
| ---------- | ---------- | ---------- |
|            |            |            |
|            |            |            |
|            |            |            |
|            |            |            |
| 1948       | 144        |            |
| 1953       | 183        |            |
| 1961       | 167        |            |
| 1971       | 164        |            |
| 1981       | 220        |            |
| 1991       | 312        | 298        |
| 2003       | 456        | 449        |

| \| Componența etnică conform recensământului din 2003[2] \| Componența etnică conform recensământului din 2003[2] \| Componența etnică conform recensământului din 2003[2] \| Componența etnică conform recensământului din 2003[2] \| Componența etnică conform recensământului din 2003[2] \| \| ----------------------------------------------------- \| ----------------------------------------------------- \| ----------------------------------------------------- \| ----------------------------------------------------- \| ----------------------------------------------------- \| \| \| \| \| \| \| \| Sârbi \| Sârbi \| \| 234 \| 52,11% \| \| Muntenegreni \| Muntenegreni \| \| 139 \| 30,95% \| \| Egipteni \| Egipteni \| \| 20 \| 4,45% \| \| Iugoslavi \| Iugoslavi \| \| 7 \| 1,55% \| \| Musulmani \| Musulmani \| \| 6 \| 1,33% \| \| Croați \| Croați \| \| 4 \| 0,89% \| \| Maghiari \| Maghiari \| \| 2 \| 0,44% \| \| Macedoneni \| Macedoneni \| \| 1 \| 0,22% \| \| necunoscută \| necunoscută \| \| 2 \| 0,44% \| |              |  |     |        |
| Componența etnică conform recensământului din 2003 |              |  |     |        |
| |              |  |     |        |
| Sârbi | Sârbi        |  | 234 | 52,11% |
| Muntenegreni | Muntenegreni |  | 139 | 30,95% |
| Egipteni | Egipteni     |  | 20  | 4,45%  |
| Iugoslavi | Iugoslavi    |  | 7   | 1,55%  |
| Musulmani | Musulmani    |  | 6   | 1,33%  |
| Croați | Croați       |  | 4   | 0,89%  |
| Maghiari | Maghiari     |  | 2   | 0,44%  |
| Macedoneni | Macedoneni   |  | 1   | 0,22%  |
| necunoscută | necunoscută  |  | 2   | 0,44%  |